# بلدة غرانت (مقاطعة كلير سانت)
غرانت، مقاطعة كلير سانت (بالإنجليزية: Grant Township, St. Clair County, Michigan)‏ هي بلدة تقع بولاية ميشيغان في الولايات المتحدة. تبلغ مساحتها 77.3 (كم²)، وترتفع عن سطح البحر 222 م، بلغ عدد سكانها 1667 نسمة في عام تعداد الولايات المتحدة 2000 حسب إحصاء مكتب تعداد الولايات المتحدة وتصل الكثافة السكانية فيها 21.6 نسمة/كم2.

## وصلات خارجية
- The US50 - Cities and Towns in Michigan State
- Michigan Cities and Towns, Facts, Map, Flag, Colleges, Government, and More